# Christian Mohr
Christian Mohr (ur. 15 marca 1914, zm. 3 października 1947 w Landsberg am Lech) – zbrodniarz hitlerowski, członek załogi obozu koncentracyjnego Flossenbürg i SS-Unterscharführer.
W latach 1939–1944 należał do personelu obozu we Flossenbürgu. Początkowo pełnił służbę jako szef komand więźniarskich (między innymi w zakładach Messerschmitta). Mohr znęcał się nad podległymi mu więźniami i do podobnego zachowania zachęcał nadzorujących ich kapo. Następnie był kierownikiem obozowego aresztu. Osobiście brał wówczas udział w egzekucjach więźniów przez rozstrzelanie i powieszenie. 
Po zakończeniu wojny Mohr został osądzony przez amerykański Trybunał Wojskowy w Dachau w procesie załogi Flossenbürga. Za zbrodnie otrzymał wyrok śmierci, który wykonano przez powieszenie w więzieniu Landsberg w początkach października 1947.